# Imbrasia nyassana
Imbrasia nyassana är en fjärilsart som beskrevs av Rothschild 1907. Imbrasia nyassana ingår i släktet Imbrasia och familjen påfågelsspinnare. Inga underarter finns listade i Catalogue of Life.